# Theresa Sokyrka
Theresa Sokyrka (Moose Jaw, 1º aprile 1981) è una cantante canadese.

## Biografia
Theresa Sokyrka è salita alla ribalta nel 2004 con la sua partecipazione alla seconda edizione del talent show Canadian Idol, dove le sue esibizioni sono state caratterizzate dall'impiego della tecnica vocale dello scat. È arrivata in finale, posizionandosi 2ª per volere del televoto.
Il suo album di debutto, These Old Charms, è uscito nella primavera del 2005 e ha raggiunto la 4ª posizione nella classifica Billboard Canadian Albums. È stato certificato disco d'oro dalla Music Canada con oltre 50 000 copie vendute a livello nazionale, ed è stato candidato ai Juno Awards 2006, il principale riconoscimento musicale canadese, per l'album pop dell'anno.

## Discografia

### Album in studio
- 2005 – These Old Charms
- 2006 – Something Is Expected
- 2007 – Wrapped in Ribbon
- 2010 – Therese Sokyrka
- 2013 – Prairie Winds

### EP
- 2014 – Four Hours in November

### Singoli
- 2005 – Turned My Back
- 2006 – Waiting Song
- 2007 – Sandy Eyes
- 2007 – Baby, It's Cold Outside
- 2010 – Everything